# Oskar von Wackerbarth

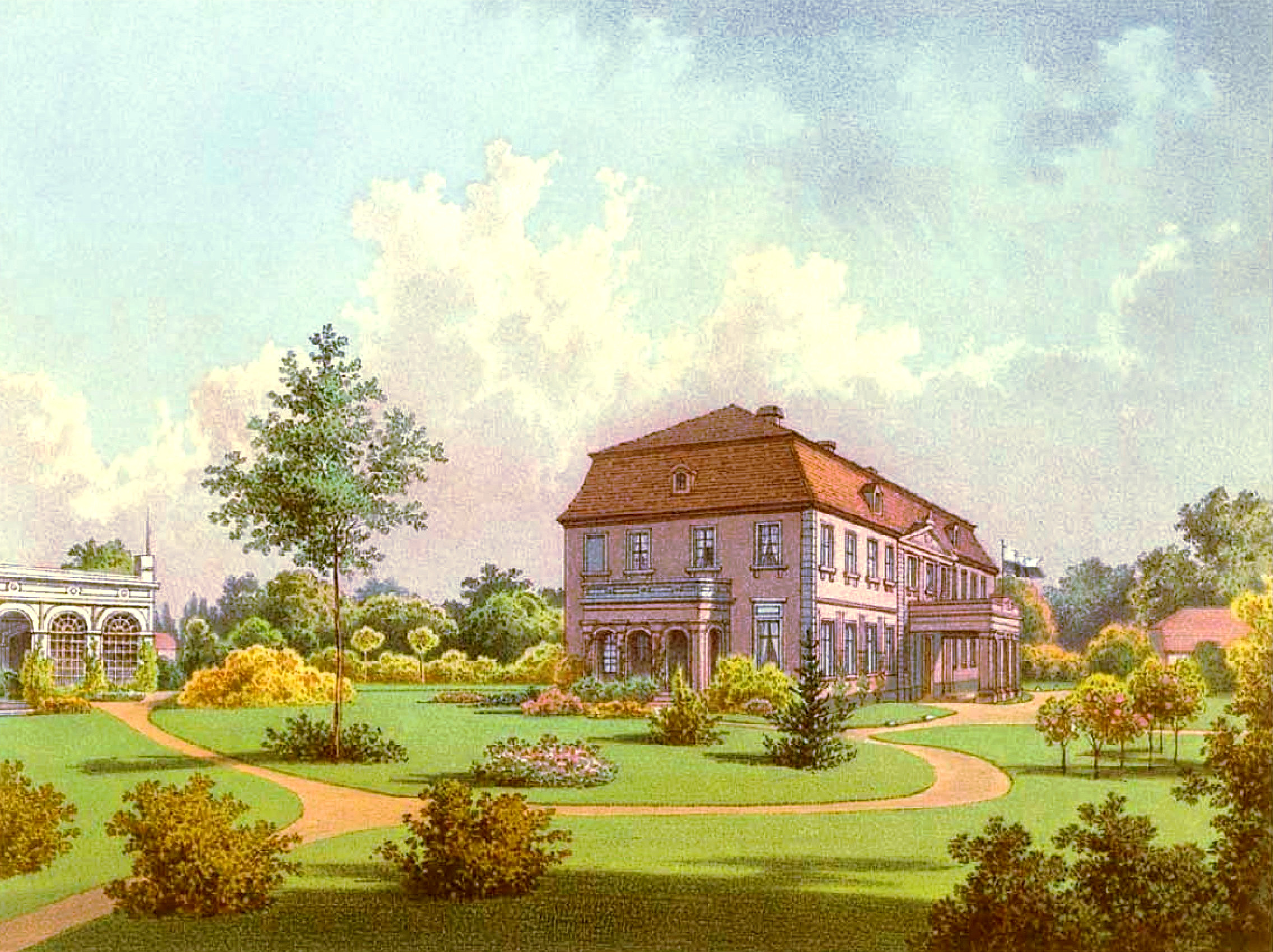
Schloss Briesen im Spreewald (1946 abgerissen)

Oskar Freiherr von Wackerbarth genannt von Bomsdorff (* 13. November 1862 in Rathenow; † 7. Juni 1937 in Briesen bei Cottbus) war preußischer Rittergutsbesitzer in Briesen (Spreewald), Assessor juris und Landrat des Landkreises Cottbus von 1893 bis 1919. Als solcher nahm er u. a. Einfluss auf die Errichtung der Spreewaldbahn und des Bismarckturms in Burg. Als Landrat initiierte er eine eigene Stiftung. Er bezog das 1892 neu eingeweihte Cottbuser Kreishaus.

## Leben
Oskar von Wackerbarths Vater war Otto Freiherr von Wackerbarth, Rittergutsbesitzer in Briesen sowie Mitglied des Deutschen Reichstags und des Preußischen Herrenhauses. Von ihm übernahm er das mittlerweile 510 ha große Rittergut.
Er war verheiratet mit Olga Kalau vom Hofe (1862–1945) und hatte drei Kinder. Sein ältester Sohn Egon war Dr. jur., Rechtsanwalt, Notar in Neuruppin und SA-Führer, später Mitarbeiter der Organisation Gehlen. Die Tochter war Christa von Foller; Gutsbesitzer von Briesen wurde im Minorat der jüngste Sohn Detlev, verheiratet mit Vera von Zülow-Knorrendorf.
Wackerbarth war seit 1896, wie sein Vater, standesgemäß Mitglied Ehrenritter des Johanniterordens als Mitglied des Konvents der Brandenburgischen Provinzialgenossenschaft und wurde 1905 dort Rechtsritter.